# Vyle
La Vyle est un ruisseau de Belgique, affluent du Hoyoux. Elle coule dans la région du Condroz en province de Namur puis en province de Liège
Elle prend sa source vers le village de Sorée à une altitude de 280 m, traverse ensuite les villages et hameaux d'Ève, Évelette, Libois, Tahier et Vyle-et-Tharoul pour se jeter enfin dans le Hoyoux au Pont-de-Bonne à une altitude de 165 m. après un parcours d’une douzaine de kilomètres à travers une douce vallée. Malgré sa longueur, ce ruisseau reste de débit modeste.
De nombreux châteaux ont été bâtis dans la vallée de la Vyle. Parmi lesquels, les châteaux de Doyon, de Libois, de Tahier, de Bagatelle, de Tharoul ou encore de Vyle.